# نسيب (شخص)
النسيب وجمعها أنساب أو الرحيم هو زوج البنت أو زوج الأخت ويجوز أن يطلق على كل فرد من عائلة النسيب اسم «نسيب» لذا كانت قبائل العرب تتناسب فيما بينها لإقامة تحالفات ضد قبائل أُخرى حتى جرت مجرى العادة. ومن الشواهد التاريخية ما فعله صلاح الدين الأيوبي مع ريتشارد قلب الأسد حيث تزوج الملك العادل شقيق صلاح الدين من أخت ريتشارد ليؤكد على اتفاقية السلام الموقعة فيما بينهما.